# Курт Брендле
Курт Вернер Брендле (Kurt Werner Brändle; 19 січня 1912, Людвігсбург — 3 липня 1943, Амстердам) — німецький льотчик-ас винищувальної авіації, майор люфтваффе. Кавалер Лицарського хреста Залізного хреста з дубовим листям.

## Біографія
Після закінчення авіаційного училища в 1939 році зарахований в 53-ю винищувальну ескадру. Під час Французької кампанії і битви за Британію здобув 14 перемог. З 15 квітня 1942 року — командир 2-ї групи 3-ї винищувальної ескадри «Удет». Учасник Німецько-радянської війни, включаючи Сталінградську битву. 5 липня 1943 року протягом одного дня в боях у районі Орла та Курська збив 5 радянських літаків. Загинув у повітряному бою із британською авіацією над Ла-Маншем.
Всього за час бойових дій здійснив понад 700 бойових вильотів і здобув 180 перемог, в тому числі збив 155 радянських літаків.

## Нагороди
- Нагрудний знак пілота
- Залізний хрест
  - 2-го класу (20 квітня 1940)
  - 1-го класу (3 вересня 1940)
- Нагрудний знак «За поранення» в чорному
- Нагрудний знак пілота (Угорщина)
- Німецький хрест в золоті (25 лютого 1942)
- Лицарський хрест Залізного хреста з дубовим листям
  - лицарський хрест (1 липня 1942) — за 49 перемог і 470 бойових вильотів.
  - дубове листя (№ 114; 27 серпня 1942) — за 100 перемог.
- Авіаційна планка винищувача в золоті з підвіскою «700»